# Сергей Строганов
Сергей Григориевич Строганов (на руски: Серге́й Григо́рьевич Стро́ганов) (8 ноември / 19 ноември 1794 – 28 март / 9 април) 1882, Санкт Петербург) е руски граф, държавник, археолог, меценат, колекционер.

## Биография
Той е най-възрастният син в семейството на барон Григорий Александрович Строганов и баронеса Анна Сергеевна. Получава отлично домашно възпитание.

### Научна дейност
Сергей Строганов е учредител на първото в Русия рисувално училище, безплатно и открито за всички талантливи деца независимо от техния съсловен произход: „Школа рисования в отношении к искусствам и ремеслам“ (по-късно става Московски държавен художествено-промишлен университет „Сергей Г. Строганов“). Училището е открито в Москва на 31 октомври 1825 г. Строганов го ръководи в продължение на 12 г.
През 1827 г. става почетен член на Руската академия на науките. Произведен е в чин генерал-адютант и генерал-лейтенант през 1837 г. Става член на Държавния съвет. От 1835 до 1847 г. е попечител на Московския учебен окръг, президент е на „Московское общество испытателей природы“.
В течение на повече от 37 г. граф С. Г. Строганов е председател на „Московско общество за история и древност на Русия“, основано при Московския университет. Ежегодно финансир със собствени средства научно-археологически експедиции в Южна Русия. В резултат на такава експедиция на полуостров Крим са открити „Керченското съкровище“ и „Скитското злато“, които понастоящем се намират в Ермитажа.
През 1859 г. основава „Московско археологическо общество“. Председател е на Императорската археологическа комисия, а от 1860 г. е главен възпитател и учител на великия княз Николай Александрович до 1865 г., когато князът умира. По-късно е главен възпитател на великия княз Александър Александрович и на престолонаследника (по-късно император) Александър III.
От 10 март 1870 г. е почетен член на Императорското руско историческо общество в Санкт Петербург.

### Военна кариера
На 1 октомври 1810 г. 15-годишният младеж постъпва в новосъздадения Институт на корпуса на инженерите от транспорта (на руски: Институт корпуса инженеров путей сообщения; днес: Петербургски държавен университет за инженери от транспорта, Петербургский государственный университет путей сообщения). След неговото завършване е зачислен на военна служба.
На 12 юни 1811 г. за постигнати успехи в учението получава първия си офицерски чин прапоршчик. На 11 юни 1812 г. е повишен в чин подпоручик.
Когато започва Отечествената война през 1812 г., постъпва в действащата армия. Отличава се в няколко сражения, за което получава орден „Свети Владимир“ IV степен. Отличава се също и в Бородинското сражение. Участва в задгранични походи (1813 – 1814).
Произведен е в по-високо звание поручик (29 октомври 1812) – за отличие във военните действия през 1812 г., капитан (6 октомври 1813) – за отличие в сражението при Лайпциг. На 4 юни 1815 г. е назначен за адютант на генерала от кавалерията барон Ф. Ф. Винцингерод с прехвърляне в гвардията на Литовския полк.
В началото на 1815 г. заминава за Москва, където живее до 1860 г. Произведен е в чин щаб-ротмистър (24 януари 1816).
На 12 декември 1817 г. е назначен за флигел-адютант на император Александър I. През 1823 г. е произведен в чин полковник. Участва в Руско-турската война (1828) и в Кримската война (1855).
Военен губернатор на Рига и Минск. От 1859 до 1860 година е Московски генерал-губернатор.
Умира на 28 март (9 април) 1882 г. и е погребан с почести в Санкт Петербург.
В негова чест е назован род растения – „Строгановия (Stroganowia)“, от семейство Кръстоцветни.